# 米尔克棘豆
米尔克棘豆（学名：Oxytropis merkensis）为豆科棘豆属下的一个种。